# El Arenal, Juchique de Ferrer
El Arenal är en ort i Mexiko.   Den ligger i kommunen Juchique de Ferrer och delstaten Veracruz, i den sydöstra delen av landet, 260 km öster om huvudstaden Mexico City. El Arenal ligger 1 105 meter över havet och antalet invånare är 374.
Terrängen runt El Arenal är kuperad österut, men västerut är den bergig. Runt El Arenal är det ganska tätbefolkat, med 75 invånare per kvadratkilometer. Närmaste större samhälle är Plan de las Hayas, 0,73 km norr om El Arenal. I omgivningarna runt El Arenal växer i huvudsak städsegrön lövskog.